# Immunglobulin A

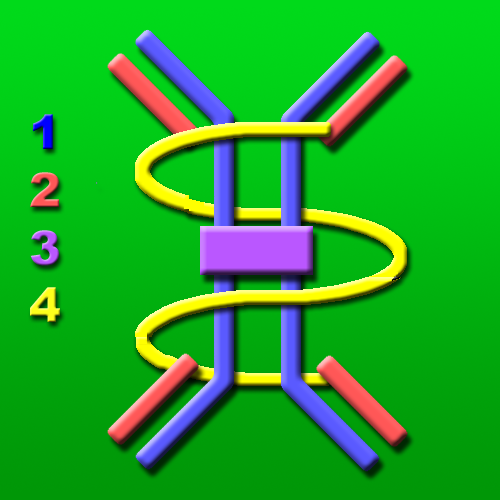
Schematische Darstellung des Immunglobulin A als Dimer: 1 H-Kette, 2 L-Kette, 3 J-Kette, 4 Sekretionsstück (SC-Kette)

Immunglobulin A (IgA) ist ein Antikörper, der hauptsächlich in den externen Körperflüssigkeiten (zum Beispiel Urogenitalschleim, Milch, oder Eingeweideflüssigkeiten) vorkommt und dort eine bedeutende Abwehrbarriere gegen Krankheitserreger bildet. Im Blutserum bildet es etwa 15 % aller Immunglobuline. Es wird von unter dem Epithel liegenden Plasmazellen synthetisiert. IgA kann als Monomer (also nur ein Molekül) oder als Dimer (zwei Moleküle, verbunden an den langen Enden des Antikörper-Ypsilon) vorkommen. Bei den Dimeren handelt es sich um das sogenannte sekretorische IgA (sIgA).
Manche Menschen sind nicht in der Lage, IgA zu bilden. Diese Krankheit wird als selektiver Immunglobulin-A-Mangel bezeichnet.

## Struktur
Es gibt zwei Unterklassen, IgA1 und IgA2. Diese unterscheiden sich in der Molekülmasse der H-Kette (IgA1: 56 kDa, IgA2: 52 kDa, die gesamte Molekülmasse beträgt aber bei beiden 160 kDa) und in der Konzentration im Serum (IgA1: 3 mg/ml, IgA2: 0,5 mg/ml).
sIgA besteht insgesamt aus zwei IgA-Molekülen, einer sogenannten J-Kette und einem Polypeptid mit einer Molekülmasse von 70 kDa, der sogenannten sekretorischen Komponente oder Sekretionsstück (SC-Kette). Die SC-Kette wird für den Transport auf Schleimhäuten und als Schutz vor Verdauungsenzymen benötigt. Diese Polymerisierung findet nur in den Schleimhäuten statt, da sie für den Transport durch die Epithelzellen notwendig ist.